# Estadi Olímpic Lluís Companys
Estadi Olímpic Lluís Companys (do 31 marca 2001 Estadi Olímpic de Montjuïc) – wielofunkcyjny (głównie lekkoatletyczno-piłkarski) stadion w dzielnicy Sants-Montjuïc w Barcelonie, zlokalizowany na wzgórzu Montjuïc (stąd jego pierwotna nazwa) i na terenie Parku Olimpijskiego L'Anella Olímpica de Montjuïc (Olimpijski Pierścień Montjuïc). Wybudowany w latach 1927–1929, gruntownie przebudowany w 1989 r. i wyremontowany w 2010 r. Główna arena Letnich Igrzysk Olimpijskich w 1992 oraz Letnich Igrzysk Paraolimpijskich w 1992 – miejsce ceremonii otwarcia i zamknięcia obydwu imprez, a także konkurencji lekkoatletycznych (ówczesna pojemność trybun to 67 007 miejsc). Od 31 marca 2001 jego patronem jest kataloński polityk i bohater narodowy Lluís Companys (mimo zmiany oficjalnej nazwy, w powszechnej świadomości nadal funkcjonuje jednak, jako Stadion Olimpijski Montjuïc). Posiada 4 kategorię UEFA (najwyższą). Aktualnie piąty pod względem pojemności trybun stadion w Hiszpanii (po Camp Nou w Barcelonie, Estadio Santiago Bernabéu i Estadio Metropolitano w Madrycie oraz Estadio La Cartuja w Sewilli).

## Historia
Obiekt wybudowano w latach 1927–1929 z myślą o wystawie światowej (Expo) 1929, która w dniach od 20 maja 1929 do 30 stycznia 1930 odbyła się w Barcelonie i w związku z zamiarem ubiegania się przez to miasto o prawo do zorganizowania Letnich Igrzysk Olimpijskich 1936 (ostatecznie otrzymał je Berlin). Jego głównym projektantem był kataloński architekt Pere Domènech i Roura. Od początku przyjęto założenie, że obiekt będzie stadionem wielofunkcyjnym, dlatego boisko okalała bieżnia. Budowlę zaprojektowano zarówno z dbałością o detale (łuki, kolumny, loggie, arkady, rzeźby), jak i z wieloma monumentalnymi akcentami (wieże, bramy, czy pomniki). Trybuny - w całości niezadaszone - mogły pierwotnie pomieścić 20 000 widzów. Pierwsze wydarzenie sportowe zorganizowane na nim to - rozegrany 20 maja 1929 – mecz piłki nożnej, w którym reprezentacja Katalonii pokonała Bolton Wanderers 4:0, a premierową bramkę zdobył Josep Samitier w 1. minucie. Według oficjalnych statystyk spotkanie to oglądało 63 000 widzów, zaś nieoficjalne dane podają ok. 80 000 osób. W sumie kadra Katalonii rozegrała na nim 14 spotkań. 1 stycznia 1930 swój premierowy mecz rozegrała tutaj reprezentacja Hiszpanii, zwyciężając 1:0 Czechosłowację (potem La Roja wystąpiła na nim jeszcze siedmiokrotnie). 1 czerwca 1930, po raz pierwszy odbył się na nim finał Pucharu Króla, w którym - w obecności 63 000 kibiców – Athletic Bilbao pokonał Real Madryt 3:2. W ciągu następnych kilkudziesięciu lat przeprowadzono na nim jeszcze 8 finałowych pojedynków tych rozgrywek (1933, 1934, 1939, 1944, 1945, 1946, 1957 i 2004). Do najciekawszego z nich doszło 16 czerwca 1957, gdy finał Pucharu Hiszpanii (wówczas pod nazwą Copa del Generalísimo) stanowił jednocześnie derby miasta, a w obecności 75 000 widzów FC Barcelona wygrała 1:0 z Espanyolem Barcelona. W 1936 r. stadion miał być główną areną Olimpiady Ludowej, która jednak - z uwagi na wybuch wojny domowej – nie doszła do skutku. W 1955 r. stanowił główny obiekt 2. edycji Igrzysk Śródziemnomorskich. Od lat 60. XX wieku sporadycznie użytkowana budowla niszczała, a w latach 70. XX wieku jej stan techniczny znacząco się pogorszył, m.in. z tego powodu nie rozgrywano tutaj meczów Mistrzostw Świata 1982. W latach 1969, 1971, 1973 i 1975 stadion był wykorzystywany głównie, jako padok podczas Grand Prix Hiszpanii Formuły 1, odbywającej się na pobliskim Montjuïc Circuit. Przełom nastąpił w I połowie lat 80. XX wieku, gdy Barcelona postanowiła ubiegać się o prawo zorganizowania Igrzysk Olimpijskich 1992. Jeszcze przed przyznaniem jej tej imprezy przez MKOl, władze miasta podjęły decyzję o gruntownej przebudowie obiektu, obowiązki projektanta powierzając pracowni Gregotti Associati International włoskiego architekta Vittorio Gregottiego (dokumentację sporządzono w 1986 r.). To po jej zakończeniu w 1989 r. budowla uzyskała dzisiejszy kształt - zachowano co prawda historyczne fasady, jednak w jej wnętrzu powstały m.in. zupełnie nowe, dwupoziomowe trybuny (dodatkowo trybunę główną zadaszono). W 1998 r. UEFA przyznała mu najwyższą podówczas kategorię wśród europejskich stadionów piłkarskich (pięć gwiazdek), co uprawniało obiekt do organizowania na nim największych imprez futbolowych. W systemie kategoryzacji, obowiązującym od 1 czerwca 2007 do 30 kwietnia 2010, stadion utrzymał najwyższą kategorię (tzw. Elite). Podobnie stało się po 1 maja 2010 (najwyższa - 4 kategoria). Generalny remont obiekt przeszedł w latach 2009–2010.

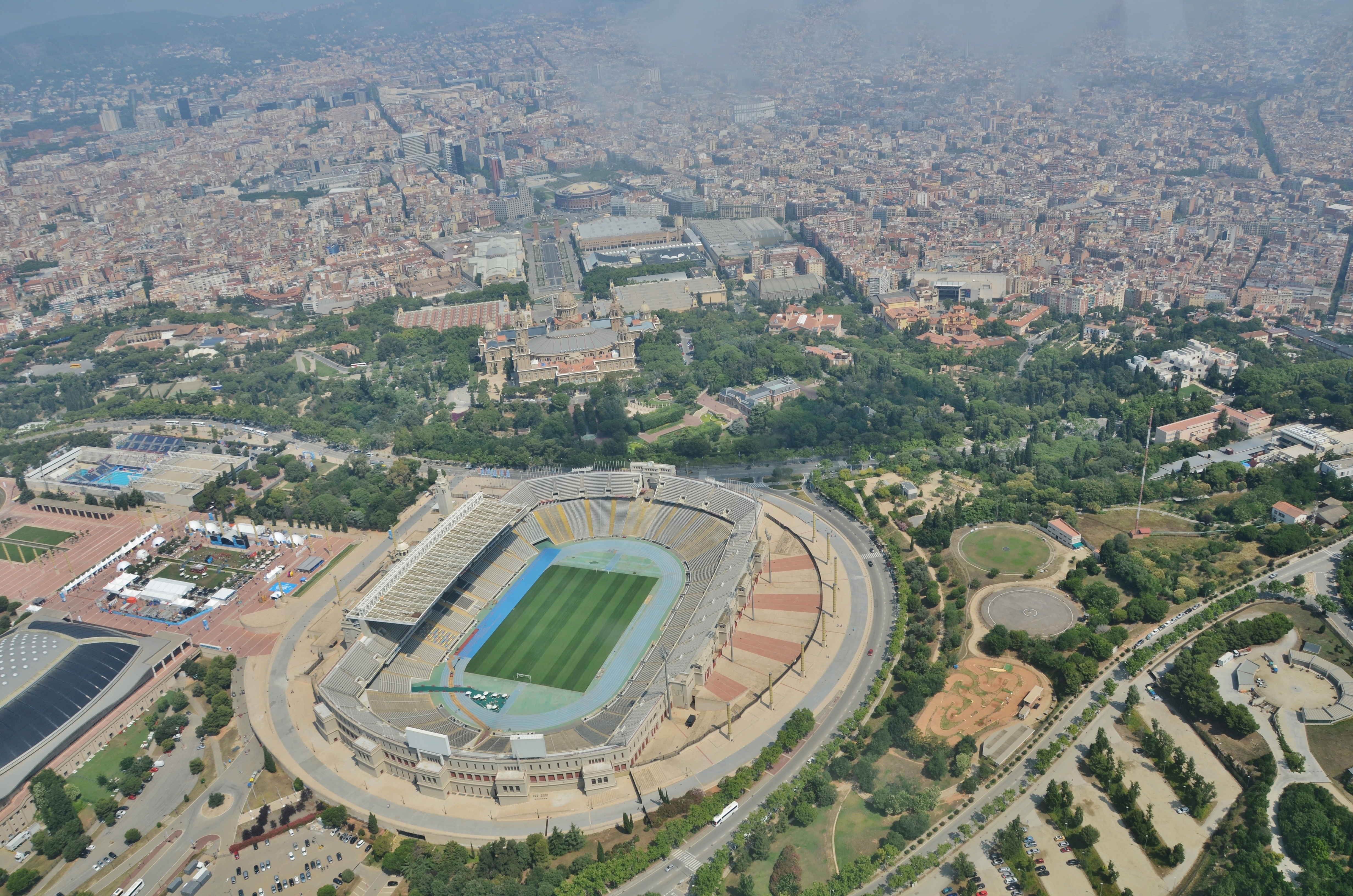
Widok na część Olimpijskiego Pierścienia Montjuïc i wzgórza oraz centrum Barcelony

### Lekkoatletyka
We wrześniu 1989 r. odnowiony stadion gościł lekkoatletyczny Puchar Świata. Między 31 lipca i 9 sierpnia 1992 przeprowadzono na nim konkurencje lekkoatletyczne Letnich Igrzysk Olimpijskich, a następnie Letnich Igrzysk Paraolimpijskich. Od 27 lipca do 1 sierpnia 2010 stanowił arenę 20. Mistrzostw Europy w lekkoatletyce, zaś w lipcu 2012 – Mistrzostw Świata Juniorów. W 1993, 1998, 1999, 2000 i od 2008 miejsce rozgrywania międzynarodowych mityngów lekkoatletycznych (zazwyczaj w połowie lipca). W 1929 r. po raz pierwszy zorganizowano tutaj lekkoatletyczne mistrzostwa Hiszpanii, a w kolejnych latach odbywały się one tutaj w sumie kilkanaście razy.

### Piłka nożna
Po zakończeniu sezonu 1996/97 i jednoczesnym zamknięciu Estadio de Sarrià, na Stadion Olimpijski Montjuïc przeniósł się Espanyol Barcelona. Od sezonu 1997/98 do sezonu 2008/09 drużyna seniorska tego klubu rozgrywała na tym obiekcie wszystkie swoje mecze w roli gospodarza. W sezonie 2009/10 Espanyol przeniósł się na nowo wybudowany Estadi Cornellà-El Prat (otwarty 2 sierpnia 2009). Oprócz reprezentacji Katalonii i Hiszpanii swoje oficjalne mecze międzypaństwowe rozgrywała tutaj również kadra Andory – 9 czerwca 1999 z Francją w kwalifikacjach do Euro 2000 oraz dwukrotnie z Anglią: w eliminacjach do Euro 2008 (28 marca 2007) i MŚ 2010 (6 września 2008). W 2023 r., z powodu przebudowy Camp Nou, na Estadi Olímpic Lluís Companys tymczasowo przeniosła się FC Barcelona.

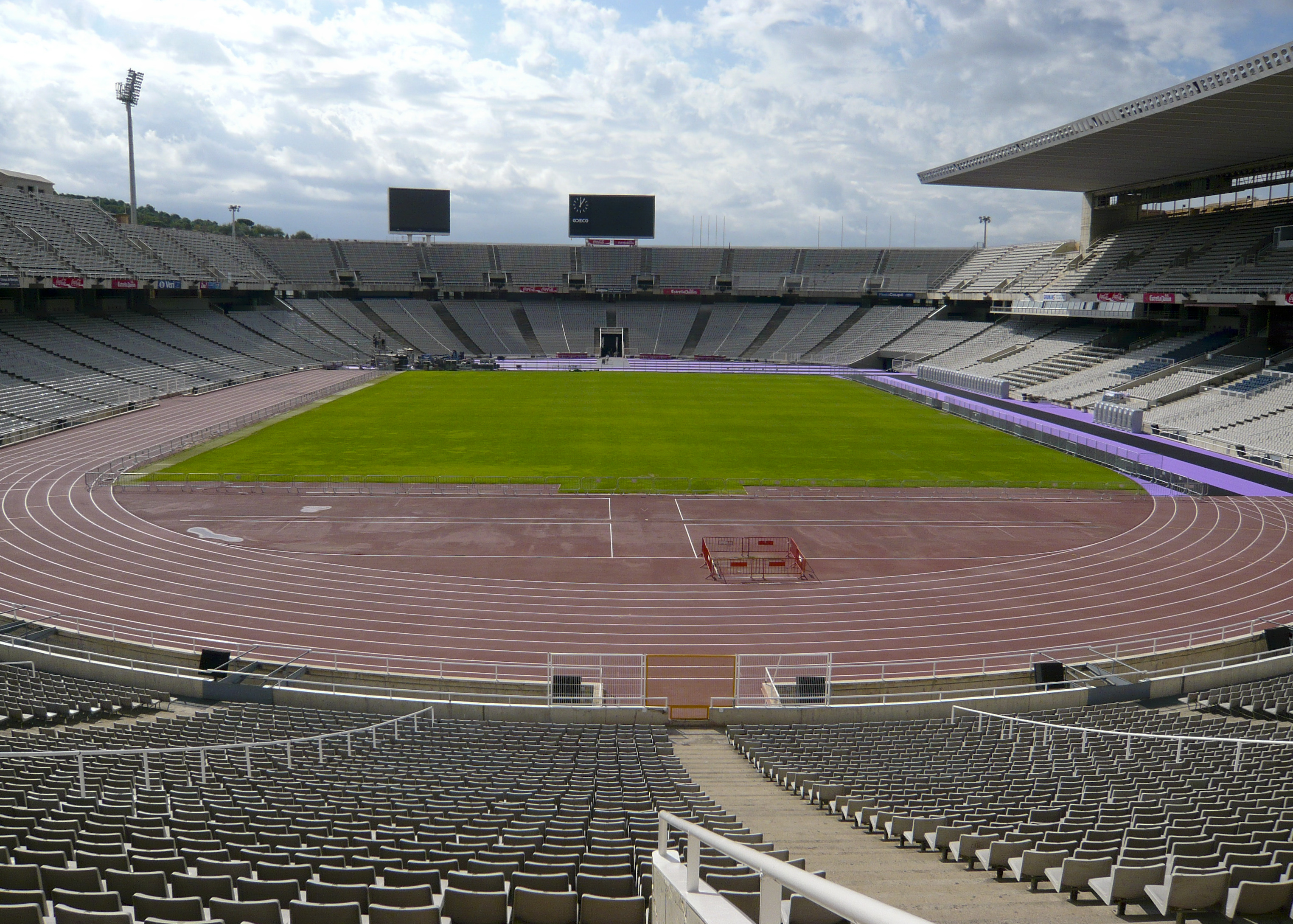
Dwupoziomowe trybuny, wybudowane w 1989 r. i wyremontowane w 2010 r.

### Rugby
20 maja 1929 swój premierowy mecz na stadionie Montjuïc rozegrała męska reprezentacja Hiszpanii w rugby union, pokonując 9:0 Włochów. Było to zarazem pierwsze oficjalne spotkanie międzypaństwowe dla obydwu reprezentacji. 25 maja 2002 odbyły się na nim dwa decydujące pojedynki Mistrzostw Świata w rugby union kobiet – najpierw mecz o 3. miejsce Francji z Kanadą (41:7), a następnie finał Anglii i Nowej Zelandii (9:19). 20 czerwca 2009 jedno ze swoich domowych spotkań rozegrał tutaj zespół rugby league Dragons Catalans (w Super Lidze przeciwko angielskiemu Warrington Wolves), a w 9 kwietnia 2011 drużyna rugby union USA Perpignan (w ćwierćfinale Pucharu Heinekena przeciwko RC Toulonnais).

### Futbol amerykański
W latach 1991–1992 i 1995–2003 na stadionie Montjuïc w roli gospodarza występowała drużyna futbolu amerykańskiego Barcelona Dragons. Dwukrotnie rozegrano na nim spotkania w ramach American Bowl (seria przedsezonowych meczów sparingowych drużyn NFL poza USA): 1 sierpnia 1993 San Francisco 49ers pokonali Pittsburgh Steelers 21:14, a 31 lipca 1994 Los Angeles Raiders zwyciężyli Denver Broncos 25:22.

### Inne imprezy
W dniach 27 maja – 1 czerwca 1952 na Stadionie Montjuïc odbyła się pierwsza po zakończeniu II wojny światowej, a 35. w ogóle edycja międzynarodowego kongresu eucharystycznego. Od 1990 r. na obiekcie corocznie organizowane są koncerty muzyczne, m.in. The Rolling Stones, Prince, Madonna, David Bowie, Tina Turner, AC/DC, Iron Maiden, Metallica, Michael Jackson, Bruce Springsteen, Guns N’ Roses, Jean-Michel Jarre, Pink Floyd, Bon Jovi, U2, Coldplay, Shakira. W 2009 r. odbyły się tutaj pokazy monster trucków w ramach Monster Jam. Organizowano tutaj również walki bokserskie (pierwszą w 1930 r.).

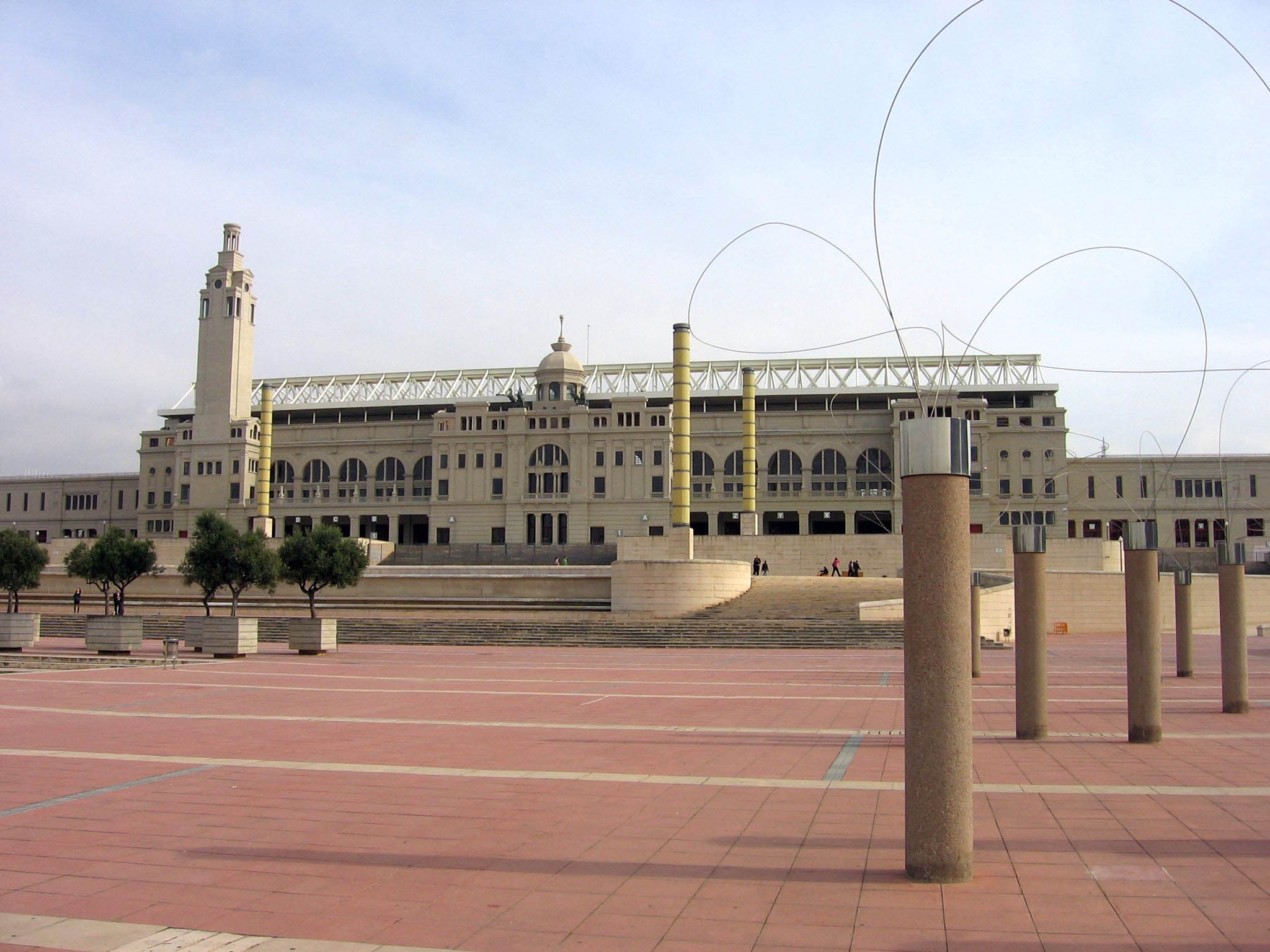
Frontowa elewacja trybuny głównej

## Patron
Od 31 marca 2001 obiekt oficjalnie nosi imię Lluísa Companysa i od tego dnia z jego nazwy zniknął człon „de Montjuïc”. Companys był politykiem i prawnikiem, zwolennikiem niepodległości Katalonii, liderem partii Republikańska Lewica Katalonii (Esquerra Republicana de Catalunya), przewodniczącym Generalitat de Catalunya od 1934 r. aż do swej śmierci. W czasie wojny domowej stanął po stronie rządu republikańskiego i przeciwko nacjonalistom generała Francisco Franco. Porzucił swoje dążenia niepodległościowe, ograniczając się do obrony autonomii Katalonii w ramach Republiki Hiszpańskiej. Po przegranej wojnie przebywał na emigracji, jednakże wpadł w ręce Gestapo, które wydało go wojskom generała Franco. Jeszcze przebywając we Francji został zaocznie osądzony na podstawie uchwalonej już po wojnie i stosowanej z pogwałceniem zasad (lex retro non agit) Ley de Responsabilidades Políticas (Ustawy o odpowiedzialności politycznej, zwanej przez przeciwników „ustawą o sprawiedliwości na odwrót”). W ponownym procesie został skazany pod kuriozalnym zarzutem udziału w zbrojnej rebelii. Proces odbył się przed trybunałem wojskowym jako sąd wojenny bez możliwości odwołania. 15 października 1940 został rozstrzelany w fosie zamku na wzgórzu Montjuïc w Barcelonie (niedaleko stadionu, którego obecnie jest patronem). Companys odmówił zawiązania mu opaski na oczach, a umierając miał krzyknąć: „Assessineu un hombre honrat. Per Catalunya!!!” („Mordujecie uczciwego człowieka. Za Katalonię!”).